# Horecavergunning
De horecavergunning is in Nederland een vergunning die gemeentelijk moeten worden aangevraagd als je een horeca gerelateerd bedrijf exploiteert. Deze vergunning kan alleen worden afgegeven als de ondernemer aan een aantal eisen voldoet.
De vergunning wordt per gemeente op een andere manier verstrekt.